# Nidzsi no Sirukuródo
A Nidzsi no Sirukuródo (虹のシルクロード; Hepburn: Niji no Shirukuroodo; Szivárvány selyemút) egy szerepjáték a NES japán verziójára, a Famicomra. Az Advance Communication Company fejlesztette és a Victor Interactive Software (a mostani Marvelous Entertainment) adta ki 1991-ben. A játék csak Japánban jelent meg.

## Játékmenet
A játék eltér a stílus többi játékától mivel nagy hangsúlyt fektet arra, hogy a játékos tárgyakat vásárol és ad el, hogy pénzt szerezzen. A Nidzsi no Sirukuródo körökre osztott harcrendszert, belsőnézetű harcokat szerepeltet, viszont az ellenfelek nem hagynak maguk után pénzt vagy tapasztalati pontokat. Licenc pontokat kap a játékos a harcok befejeztével, aminek köszönhetően a játékos több tárgyat tud eladni különböző helyeken. A játékos a herceget irányíthatja a városokban és a felülnézetes világtérképen, ahol rátámadhatnak az ellenfelek. A világtérképen különböző típusú terepek vannak, köztük a sivatagossal ami fogyasztja a herceg ivóvízkészletét, aminek következtében meg is halhat.
A tárgyakat városokban lehet megvásárolni és más városokban lehet eladni ahol többet érnek. A játékos vehet állatokat, hogy ezzel megnövelje a maximálisan hordozható tárgyak számát és felbérelhet katonákat is, hogy segítsék a herceget a csatákban.

## Cselekmény
A játékos a főszereplőt irányíthatja, LittleLand száműzött hercegét akit értesítettek a királyi örökségéről. Hogy visszaszerezze a trónt a hercegnek a Szivárvány tükör hét töredékét és le kell győznie a trónbitorló Zrool-t. A töredékek szétszóródtak Dél-Ázsia szerte és a hercegnek kereskednie kell, hogy bejuthasson az újabb területekre. Amikor a tükör összeáll a herceg rávilágít vele Zrool-ra, aminek következtében kiderül, hogy egy csaló.